# ラ・テスト＝ド＝ビュック
ラ・テスト＝ド＝ビュック （La Teste-de-Buch、ガスコーニュ語:La Tèsta）は、フランス、ヌーヴェル＝アキテーヌ地域圏、ジロンド県のコミューン。

## 地理
ランド・ド・ガスコーニュ地方の中心コミューンである。アルカション湾の南に位置する。コミューンの西側は南北に細長いピラ砂丘が広がる。大西洋に面した砂浜は夏季の人気の観光地である。コミューン南部は、ジロンド県とランド県の県境が通るカゾー湖である。

## 歴史

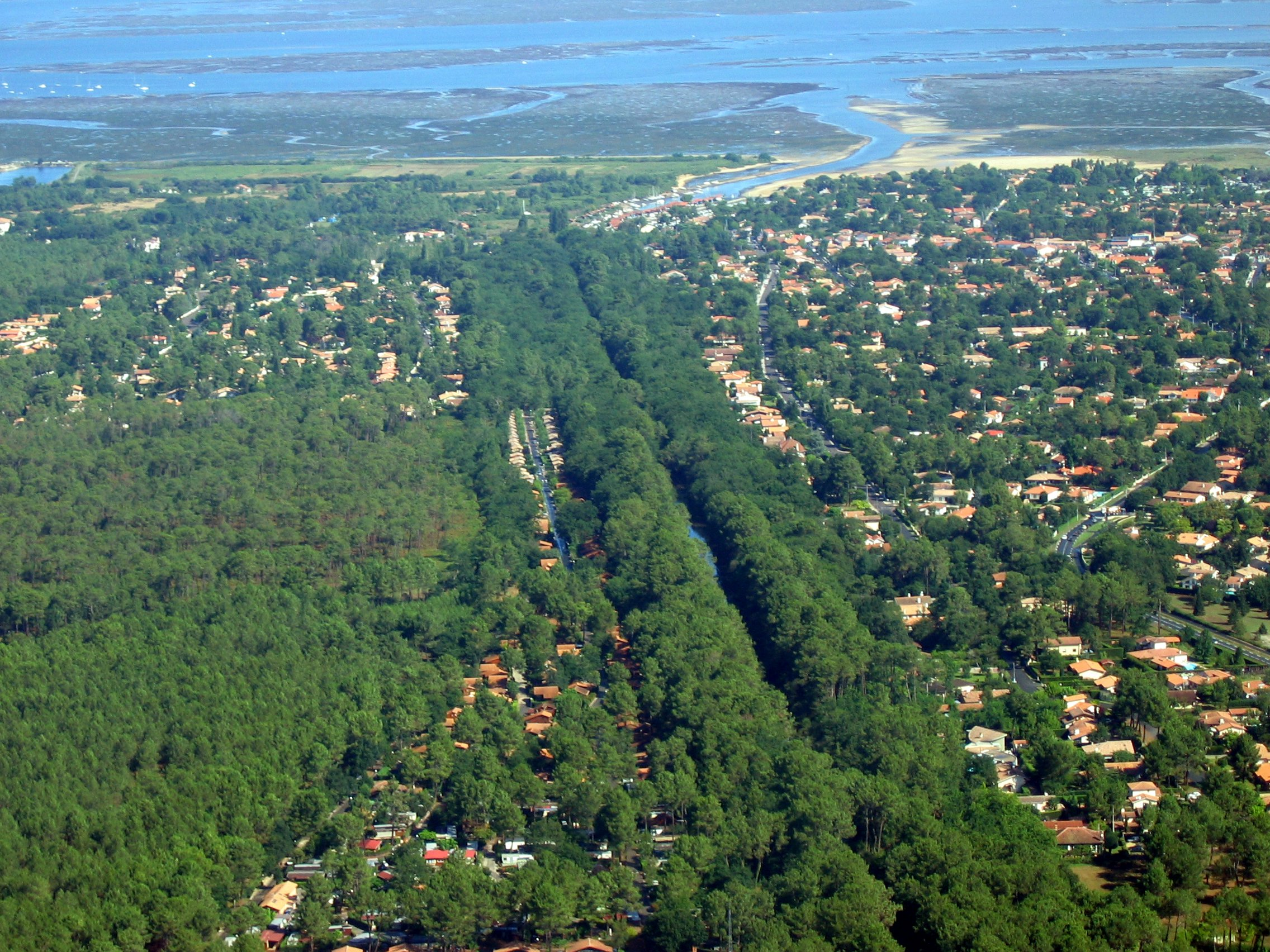
カゾー運河

この地域の最初の定住の記録は紀元前8世紀にさかのぼる。アクイタニ人の一部族ボイアテス族（fr）が定住した。彼らは漁業をし、土地を耕し、マツから松脂を採る技術を習得していた。彼らは船体を腐食や水の浸透から守るため、竈で松脂を固めタールを作ってコーティングする技術を身につけていた。
中世初期までのラ・テストの歴史はわずかしか知られていない。ペイ・ド・ビュック地域は、キャプタル・ド・ビュック（fr:Captal de Buch）という称号を持つ封建領主が治めていた。ラ・テスト、カゾー、グシャンの教区では、全ての男女や子供が貿易に従事した。彼らは魚を取り、森で松脂を採り、窯でタールを作り、農業やワイン用ブドウを栽培した。少しばかりのヒツジやウシがランド地方で飼育されていた。家の位置は、ブドウ畑と菜園の間に整然と並ぶことはなかった。真ん中に通る通りに面して、白塗りの平屋がいくつか点在していた。生活は過酷で、栄養失調に起因する疾患であるペラグラが住民に一般的に見られた。
18世紀、ランド地方の海岸は毎日吹き寄せる風で起きる侵食に脅かされていた。キャプタル・ド・ビュックであるリュア家は、海岸にマツを植え、風による侵食を抑えようとした。しかし植えたマツはわずか数年で駄目になってしまった。
ラ・テストのまちは100戸あまりの住宅で構成され他から隔絶していた。夏には風で塵が舞い上がり、冬には泥が道を埋め尽くした。まちの全体的な外観は、貧しく荒廃した印象を与えていた。潮の干満は塩性の湿地の奥深くまで浸透し、時には教会まで水浸しであった。
19世紀はカゾー平野の農業化を進める事業が行われた世紀であった。1835年にカゾー運河が完成した。1841年、ボルドーからの鉄道路線がラ・テストに到達した。この出来事はラ・テスト一帯が観光業に向けて開かれるきっかけとなった。1857年、ナポレオン3世が公布した帝国令によってアルカションがラ・テストから分離しコミューンとなった。19世紀後半ペイ・ド・ビュック地域でマツの植林が進められ、20世紀にはランドの森と呼ばれる広大なマツ林が誕生した。アルカションに比べてラ・テストの成長は緩やかだった。しかし第一次世界大戦が始まり飛行場が設置され、空軍基地となった。1950年代から、ラ・テストは人口爆発を経験し、伝統的な生活が変わった。石油から製造される安価な代替品に押され、松脂の採取の黄金時代は終わりを告げた。1970年代にタールの製造工場が閉鎖された。

## 人口統計
| 1962年 | 1968年 | 1975年 | 1982年 | 1990年 | 1999年 | 2006年 |
| ------ | ------ | ------ | ------ | ------ | ------ | ------ |
| 11 085 | 15 064 | 15 831 | 18 038 | 20 331 | 22 976 | 24 911 |

参照元:1968年以降Insee · 

## 経済
第一に観光業、次いでカキ養殖、造船業が行われている。作業に困難が伴うカキ養殖業はたずさわる労働者が減り続けている。

## 交通
- 鉄道 - TERアキテーヌ、ラ・テスト＝ド＝ビュック駅
- バス

## 姉妹都市
- ビンガンプトン、アメリカ合衆国
- シュヴァイゲルン、ドイツ
- シピオナ、スペイン